# Eubazus topali
Eubazus topali är en stekelart som beskrevs av Papp 2005. Eubazus topali ingår i släktet Eubazus och familjen bracksteklar. Inga underarter finns listade i Catalogue of Life.